# Territori d'Alabama
El Territori d'Alabama va ser un territori organitzat incorporat als Estats Units, extret que va existir del 15 d'agost de 1817 (quan es va extreure del Territori del Mississipi) al 14 de desembre de 1819, quan va ser admès a la Unió com l'Estat d'Alabama. Va ser designat per dues Lleis del Congrés, interdependents, els dies 1 i 3 de març de 1817, tot i que no van entrar en vigor fins al 10 d'aquell mateix any. St. Stephens en va ser la capital, i William Wyatt Bibb l'únic governador territorial, que es va convertir en el primer governador estatal en ser admès l'estat d'Alabama.